# Karoline Redler

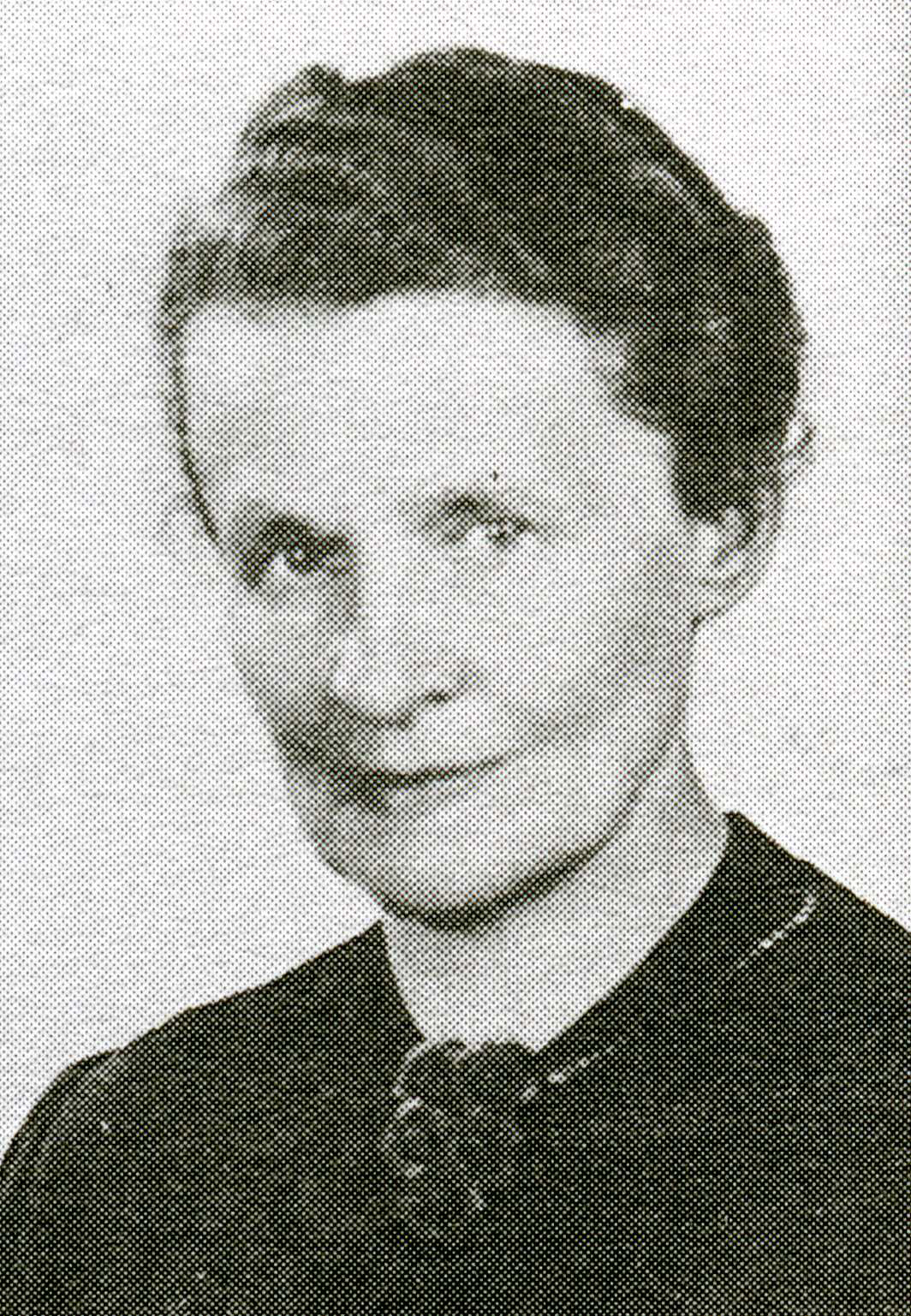
Karoline Redler

Karoline Redler (* 16. Februar 1883 in Bregenz; † 8. November 1944 in Wien; vollständiger Name Karoline Maria Redler, geb. Schwärzler) war eine Bregenzer Geschäftsfrau und Sozialarbeiterin, die wegen angeblicher Wehrkraftzersetzung nach einem drei Minuten dauernden Prozess mit dem Fallbeil hingerichtet wurde.

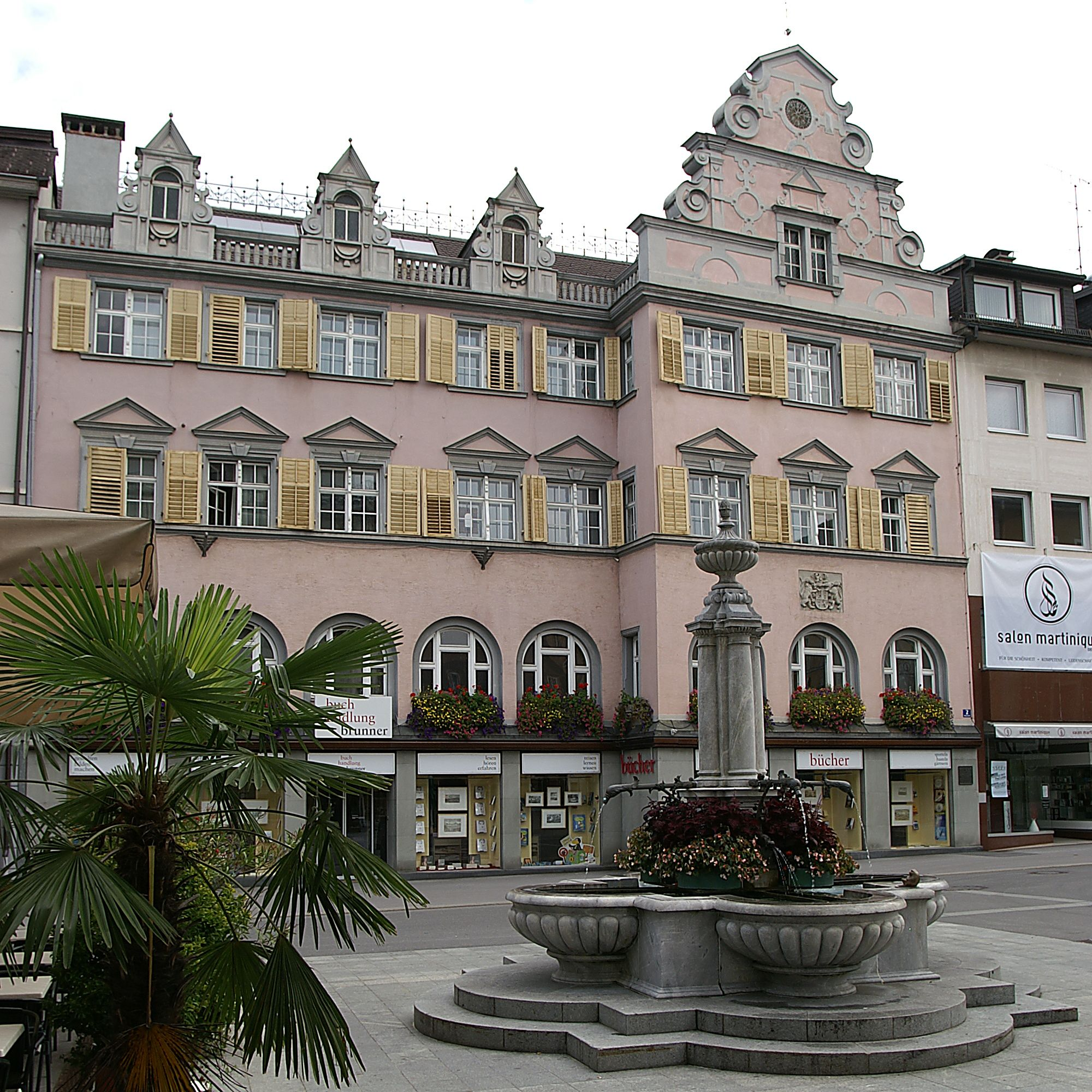
Schwärzlerhaus

## Jugend und Familie
Karoline Redlers Geburtshaus steht als repräsentative Villa, die nach den Erbauern bzw. Besitzern als Pircher- oder Schwärzlerhaus bekannt ist, mitten in Bregenz am Leutebühel. Karoline war das jüngste von fünf Kindern des Kaufmanns Karl Schwärzler. Sie besuchte die Schule in Bregenz-Thalbach und erhielt eine Ausbildung bei den Englischen Fräulein (eine höhere Töchterschule) in Lindau. 1905 heiratete sie den Schneidermeister und Modegeschäftsbesitzer Richard Redler (1877–1954) aus der Kaiserstraße 12 und wurde Mutter von drei Kindern Richard (* 1906), Marianne Emerich (1907–1973) und Kurt (1917–1943). Ein viertes Kind Erich (* 1914) lebte nur etwa drei Monate.

## Soziales Engagement
Karoline Redler war neben ihrer Rolle als Geschäftsfrau, Ehefrau und Mutter sozial und sozialpolitisch sehr engagiert und deshalb über Bregenz hinaus bekannt und geachtet. Nach ihrer Tätigkeit während des Ersten Weltkrieges beim Roten Kreuz gründete sie den Verband katholischer Frauen und Mädchen („die Guta“). Die Guta-Frauen kümmerten sich um Sozialbedürftige, richteten u. a. Verteilstellen für Lebensmittel ein und unterstützten arme Familien. Auch die Aktion „Mutter und Kind“ der österreichischen Vaterländischen Front wurde von den Guta-Mitarbeiterinnen ehrenamtlich betreut.
Als der Verband fast 1000 Mitglieder in Bregenz hatte, schloss er sich der Katholischen Frauen-Organisation („KFO“) an, in deren Vorarlberger Sektion Karoline Redler als Funktionärin (Ausschussmitglied) tätig war. Frau Redler wirkte bis zur Zwangsauflösung 1938 als Obfrau der Guta-Organisation.

## Unter Beobachtung
Auch nach dem Anschluss Österreichs an Hitler-Deutschland bekannte sie sich offen zu ihrer politischen und religiösen Überzeugung und war damit den neuen Machthabern bald ein Dorn im Auge. Die Gestapo beorderte schließlich einen ständigen Beobachter direkt vor das Haus und suchte nach einer Gelegenheit, an der sogenannten „Schwarzen“, der unbeugsamen prominenten Vertreterin des christlich-sozialen Bürgertums ein Exempel zu statuieren.

## Staatsmacht schlägt zu
Diese Gelegenheit ergab sich am 24. August 1943, als sich Frau Redler im Wartezimmer eines Hohenemser Heilpraktikers von zwei parteitreuen Patientinnen aus Lustenau ins Gespräch ziehen ließ, die von Hitler schwärmten. Die beiden NSDAP-Anhängerinnen berichteten gleich anschließend „volkstreu“ dem Untergauleiter Wehner, Frau Redler habe behauptet, die Luftangriffe auf die deutschen Städte seien nur eine Antwort auf die deutsche Kriegstreiberei. Außerdem habe sie sich kritisch zur aktuellen Situation geäußert und den „Endsieg“ bezweifelt.
Frau Redler wurde mehrfach für ein bis zwei Tage abgeholt und verhört.
In der Vernehmung bestritt Karoline Redler die ihr unterstellte Aussage und wiederholte dies auch in ihrem ergreifenden Abschiedsbrief (siehe unten). Nach Angaben der Enkelin von Frau Redler hatten die als Zeugen vor Gericht auftretenden Parteigängerinnen die Worte ihrer Großmutter verfälscht wiedergegeben und teilweise erfunden.
Die Wahrheit lässt sich heute zwar nicht mehr feststellen, auch nicht, ob man Frau Redler eine Falle gestellt hatte. Bemerkenswert ist jedoch, dass die beiden Frauen später ihr Gewissen erleichtern wollten, indem sie versuchten, sich bei den Hinterbliebenen für ihr Verhalten zu entschuldigen.

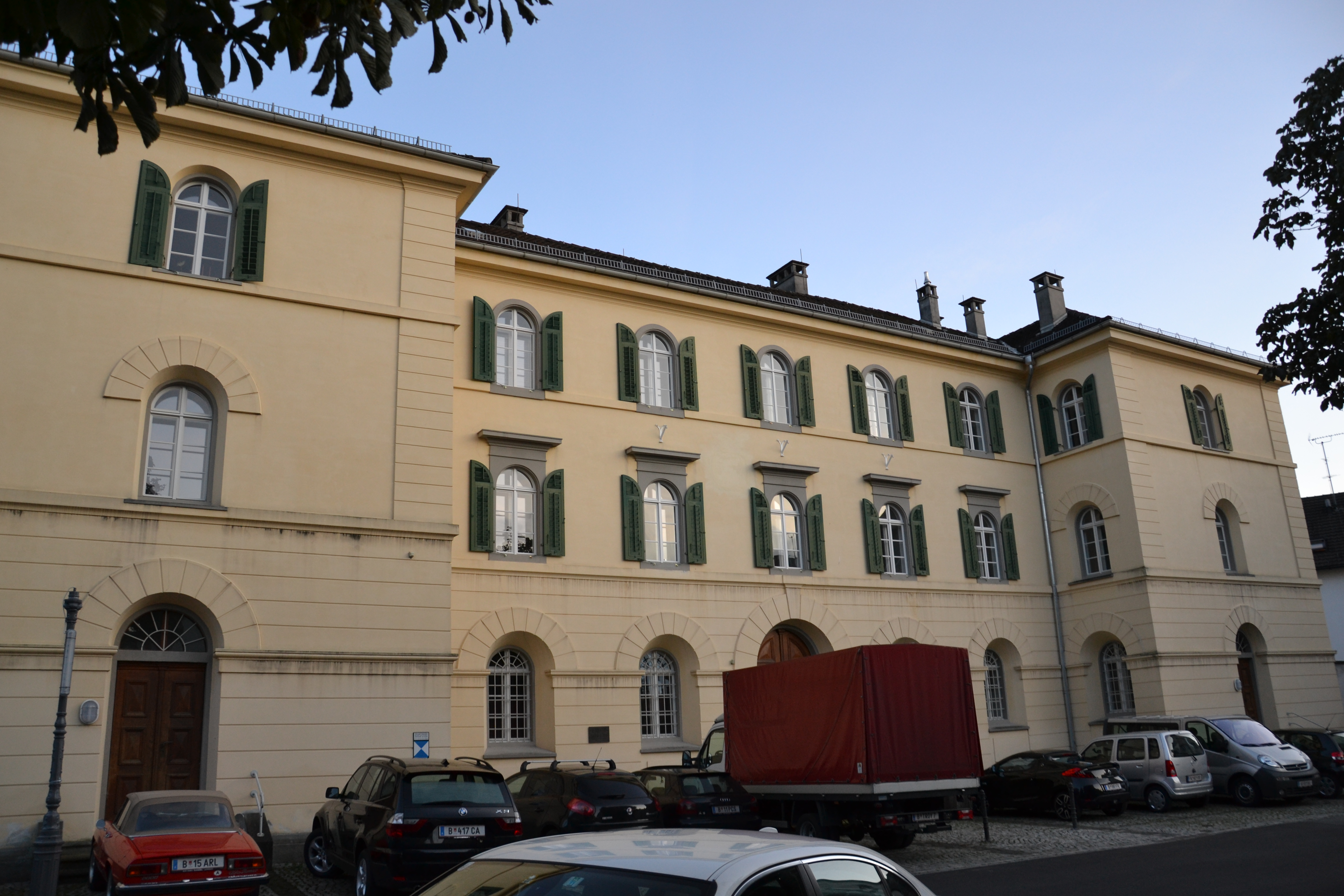
Ehemaliges Gefängnis Fronfeste in Bregenz

Am 5. Oktober wurde Karoline Redler verhaftet und in das Gefängnis in der Bregenzer Oberstadt eingeliefert und in einer kalten Zelle ohne Licht und Informationsaustausch untergebracht.
Die bereits 60-jährige Frau erkrankte unter den schlechten Haftbedingungen und wurde anschließend in das Sanatorium Mehrerau gebracht. Danach durfte sie vor ihrem nächsten Gefängnisaufenthalt einige Zeit nach Hause. Der dort installierte Gestapobeamte teilte ihr entgegen der Bitte ihres Mannes mit, dass ihr 23 Jahre alter Sohn Kurt auf der Krim gefallen war. Auch von ihrem Sohn Richard habe man keine Nachricht. Richard war Sekretär im Wiener Pressebüro der Vaterländischen Front gewesen und wegen seiner politischen Einstellung nach dem Einmarsch der deutschen Truppen sogleich verhaftet worden. Karoline Redler erlitt einen Nervenzusammenbruch, galt eine Zeit lang als haftunfähig und musste schließlich zur Verbüßung ihrer Strafe in das Gefangenhaus Feldkirch.

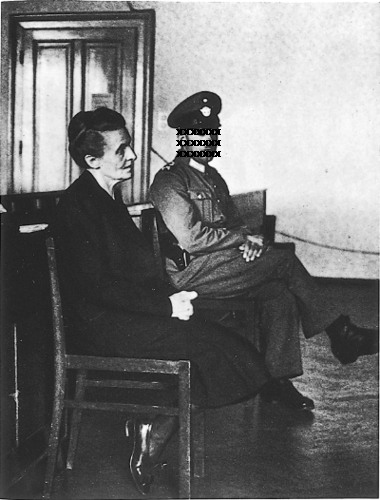
Karoline Redler vor der Gerichtsverhandlung

## Und diesmal endgültig
Nach dem Attentat vom 20. Juli 1944 suchten die Nazi-Oberen begierig nach Rachemöglichkeiten. So geriet ein Jahr nach ihrer ersten Verhaftung Karoline Redler erneut in ihr Visier und wurde im August 1944 dem Volksgerichtshof beim Wiener Landesgericht überstellt. Man warf ihr wieder die verfälschte und von ihr bestrittene Äußerung zur Städtebombardierung vor und verlangte einen Widerruf. Frau Redler lehnte dies ab, weil das nach ihrer Auffassung einem Geständnis gleichgekommen wäre.
Ihr erst am Vorabend der Verhandlung zum 25. Oktober bestellter Verteidiger hatte gerade acht Minuten zum Studium der Unterlagen. Die Verhandlung selbst war eine Farce und dauerte nur drei Minuten; dann erging das Todesurteil wegen „Wehrkraftzersetzung und Feindbegünstigung“ sowie „Ehrenrechtsverlust“ auf Lebenszeit.
Beim ersten Versuch, das Urteil zu vollstrecken, versagte die technische Einrichtung. Man verschob die Hinrichtung und Karoline Redler kam zurück in die Todeszelle. Zwei Wochen später war dann der erneute Versuch am 8. November 1944 „erfolgreich“ und der „gefährliche Staatsfeind“ Karoline Redler kam durch das Fallbeil ums Leben.

## Bestattung
Die Leichname der Hingerichteten wurden normalerweise dem Anatomischen Institut zu Forschungszwecken zur Verfügung gestellt. Die Tötungsmaschinerie in der NS-Zeit arbeitete aber bald schneller als die Wissenschaftler. Wegen der überforderten Kapazität des Anatomischen Institutes mussten deshalb Hingerichtete auch direkt und zwar in den Abendstunden unter Ausschluss der Öffentlichkeit in einer gesperrten Abteilung des Wiener Zentralfriedhofs beerdigt werden.
Im Jahr 1946 überführte man ihren Leichnam nach Bregenz und bestattete ihn unter großer Anteilnahme der Bevölkerung.

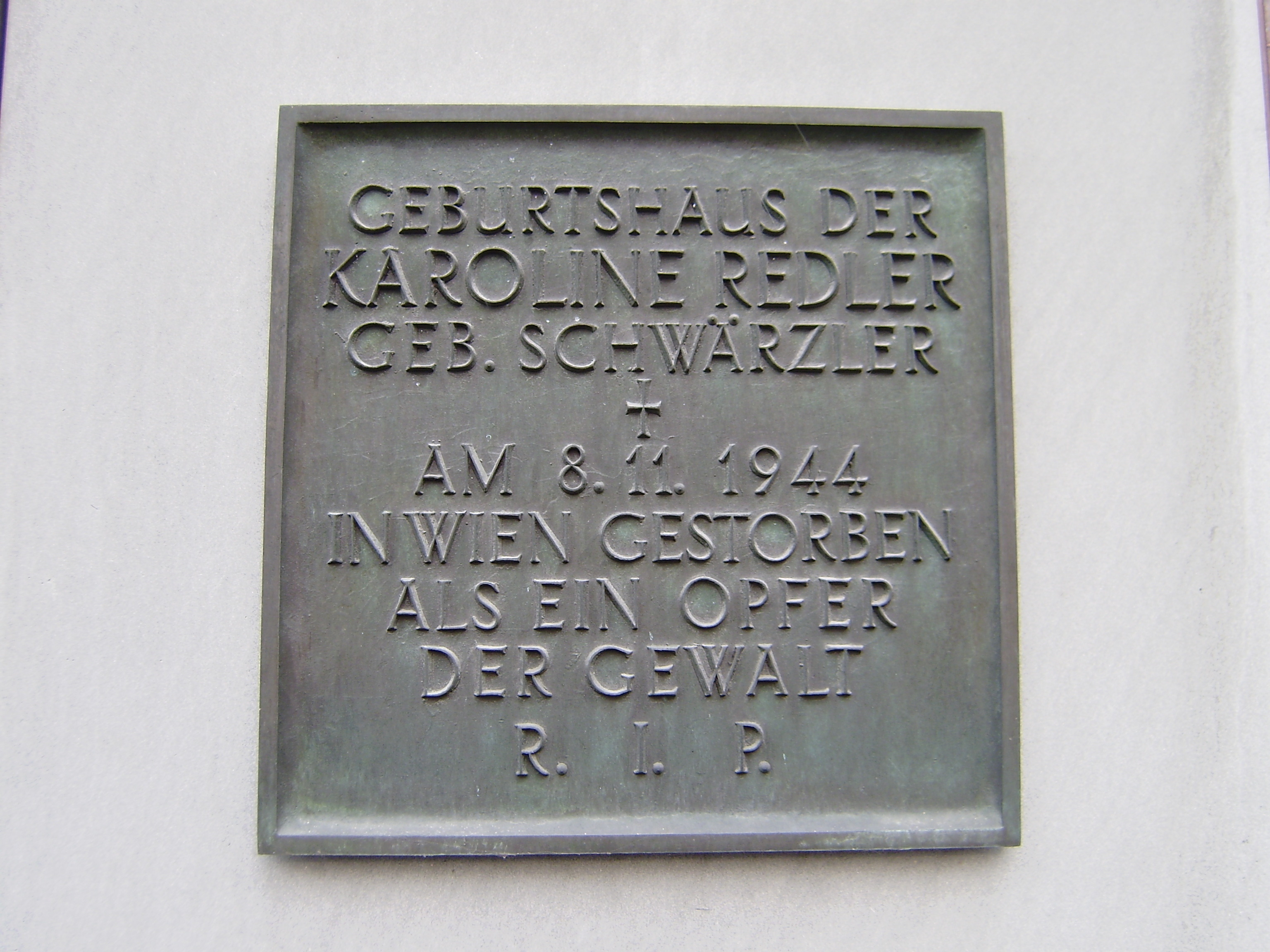
Erinnerungstafel am Geburtshaus

## Erinnerung
- In den 1960er Jahren ließ der Neffe Paul Schwärzler eine Erinnerungstafel am Geburtshaus Karoline Redlers (Pircher Haus) in der Bregenzer Rathausstraße anbringen, die die NS-Täterschaft verschweigt.
„Karoline Redler, geb. Schwärzler, am 8. 11.1944 in Wien gestorben als Opfer der Gewalt.“

- Der Grabstein Karoline Redlers in Bregenz enthält die Inschrift:
„Selig sind die Verfolgung leiden um der Gerechtigkeit willen denn ihrer ist das Himmelreich.“

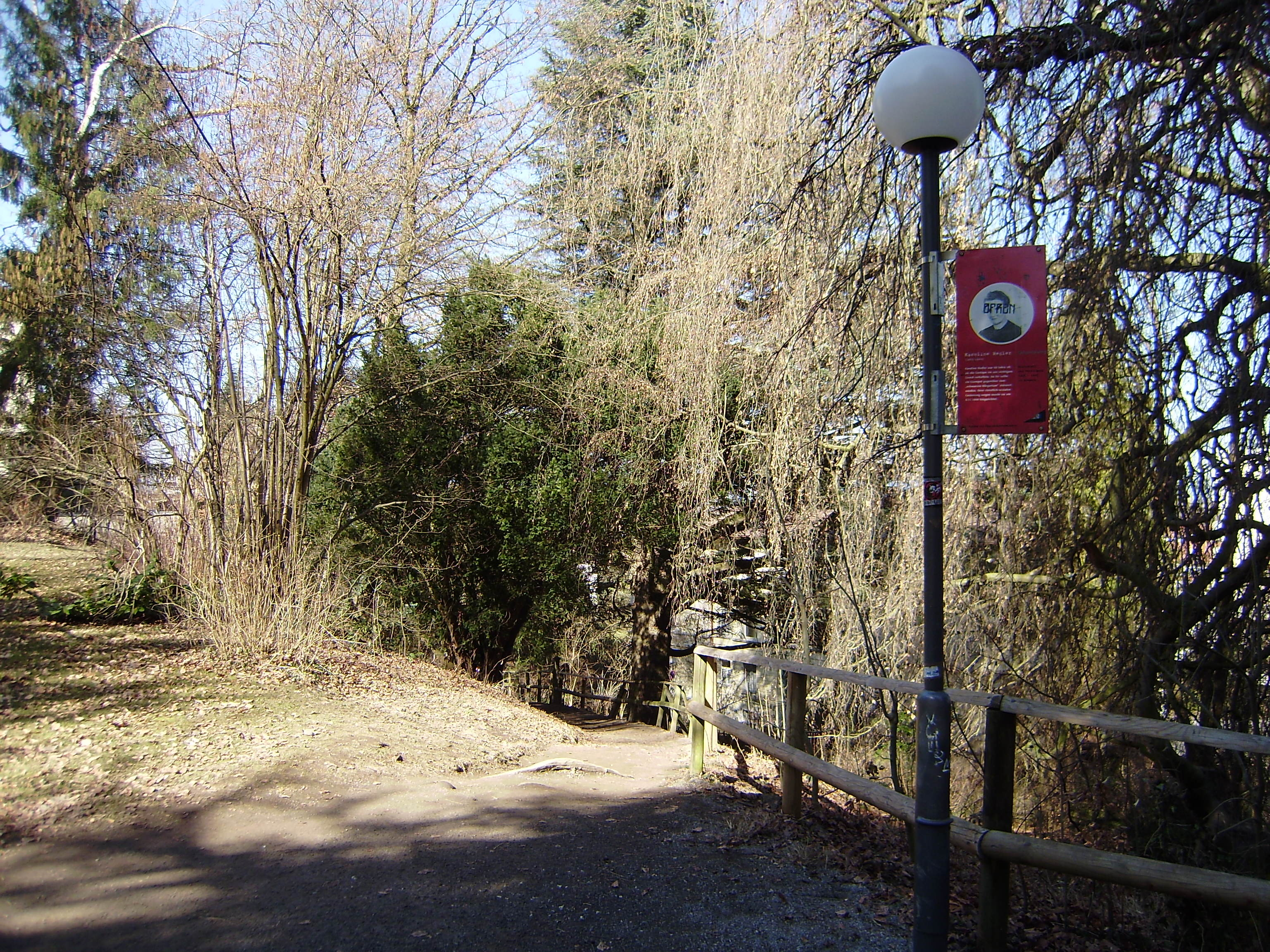
Erinnerungstafel am Gedenkweg

- Die zu Ehren Karoline Redlers benannte kleine Gasse beim Theater wurde 1998 wieder zurückgenommen, weil Bregenz den neuen Platz beim Kunsthaus dem ehemaligen Bürgermeister Tizian widmen wollte. Dafür erhielt ein verstecktes kleines Wegstück hinter dem Bundesgymnasium zwischen Wolfeggstraße und dem Thurn & Taxispark ihren Namen.[3]

- Aus der Sammlung der Briefe, die Karoline Redler während ihrer Haft an ihrer Familie schrieb, hier der letzte:

„[…] Nun ist's soweit und ich muss Euch allen meinen allerletzten Brief schreiben. Ich habe nie so recht an eine Begnadigung geglaubt. Deshalb kommt das Urteil nicht so überraschend für mich. Wenn Ihr diesen Brief bekommt, habe ich ausgelitten. Dann seid auch Ihr erlöst von der Qual des Hoffens und Bangens. […] Das, was mich am schwersten belastet, das mit den Bomben, habe ich nicht gesagt, wenigstens kann ich mich absolut nicht daran erinnern, es muss ein großes Mißverständnis gewesen sein, aber ich opfere meinen Tod auf als Sühne. […] Vergelt's Gott allen, die für mich gebetet haben. Ihr braucht Euch meiner nicht zu schämen, ich sterbe für meine Überzeugung. […]“

- Der Autor Jürgen-Thomas Ernst erhielt 2001 den Theodor-Körner-Preis für sein am Landestheater Vorarlberg 2004 uraufgeführtes Theaterstück „Karoline Redler“ sowie 2002 für das gleiche Stück ein Dramatikerstipendium des Bundeskanzleramtes.